# Kombibock
Kombibock, även kallad bochbuchsflinte (ty) är ett jaktgevär av bocktyp med en kulpipa och en hagelpipa. 
Grundkonstruktionen är i regel densamma som på en hagelbock och kulpipan ligger i regel under hagelpipan. Kombibockar var från början relativt dyra och exklusiva vapen av tysk eller österrikisk tillverkning, men sedan 1970-talet har vapnens popularitet ökat i och med att billigare kombibockar av italiensk, finsk och tjeckisk tillverkning kommit ut på marknaden. I Sverige används kombibockar främst vid rådjursjakt, där man ofta kan ha nytta av både kula och hagel. Även vid rådjursjakt i kombination med älg- eller hjortjakt är kombibockar, då med kulpipa i klass 1 vanliga. I norra Sverige och i Finland används ofta kombivapen i klass 2 eller klass 3 vid jakt på skogsfågel med trädskällare. Fördelarna med kombibockar är att man kan använda både kula och hagel utan att behöva bära med sig två bössor, och att de är billigare och lättare än en drilling. Nackdelen är att man bara har ett skott av respektive hagel och kula. Kända tillverkare av kombibockar är Merkel, Tikka, Antonio Zoli och Brno.

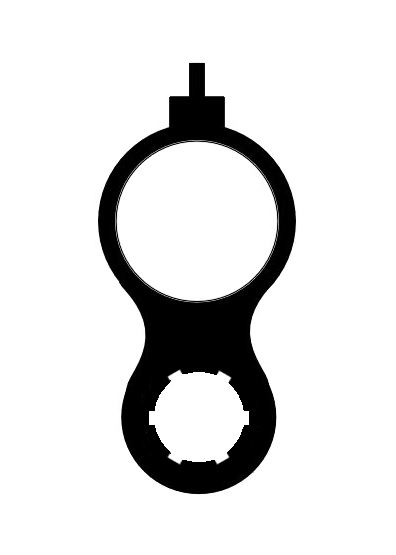
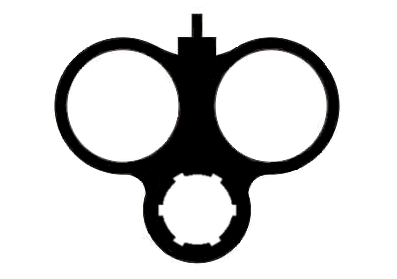
Drilling
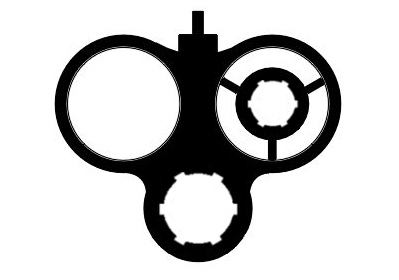
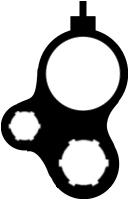